# Station Allens West
Allens West is een station van National Rail in Stockton-on-Tees in Engeland. Het station is eigendom van Network Rail en wordt beheerd door Northern Rail.